# MNG航空
MNG航空（エムエヌジーこうくう、MNG Airlines）は、イスタンブールに本社を置くトルコの貨物航空会社で、アタテュルク国際空港とケルン・ボン空港を拠点としている。

## 行先

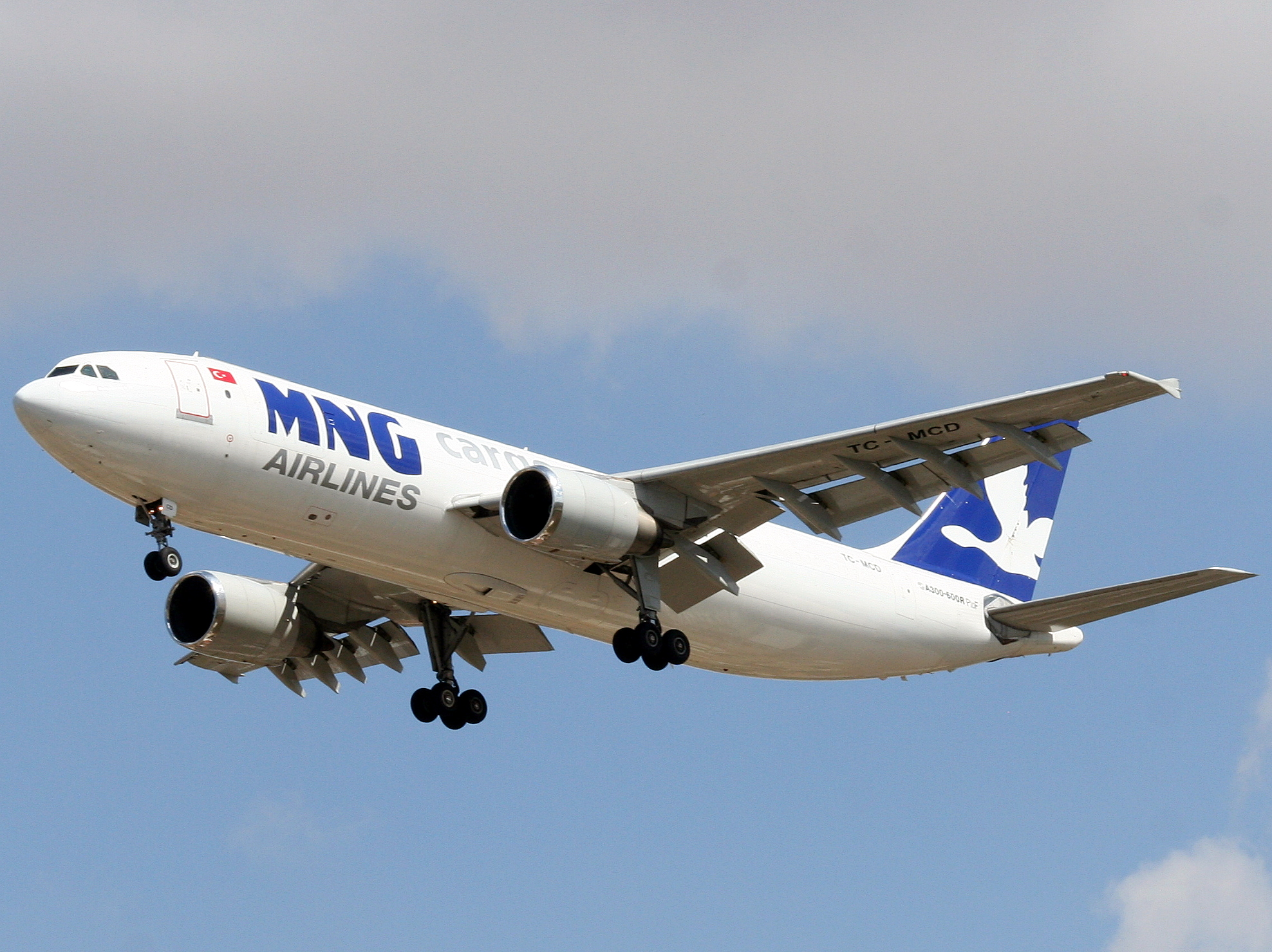
MNG航空のエアバスA300

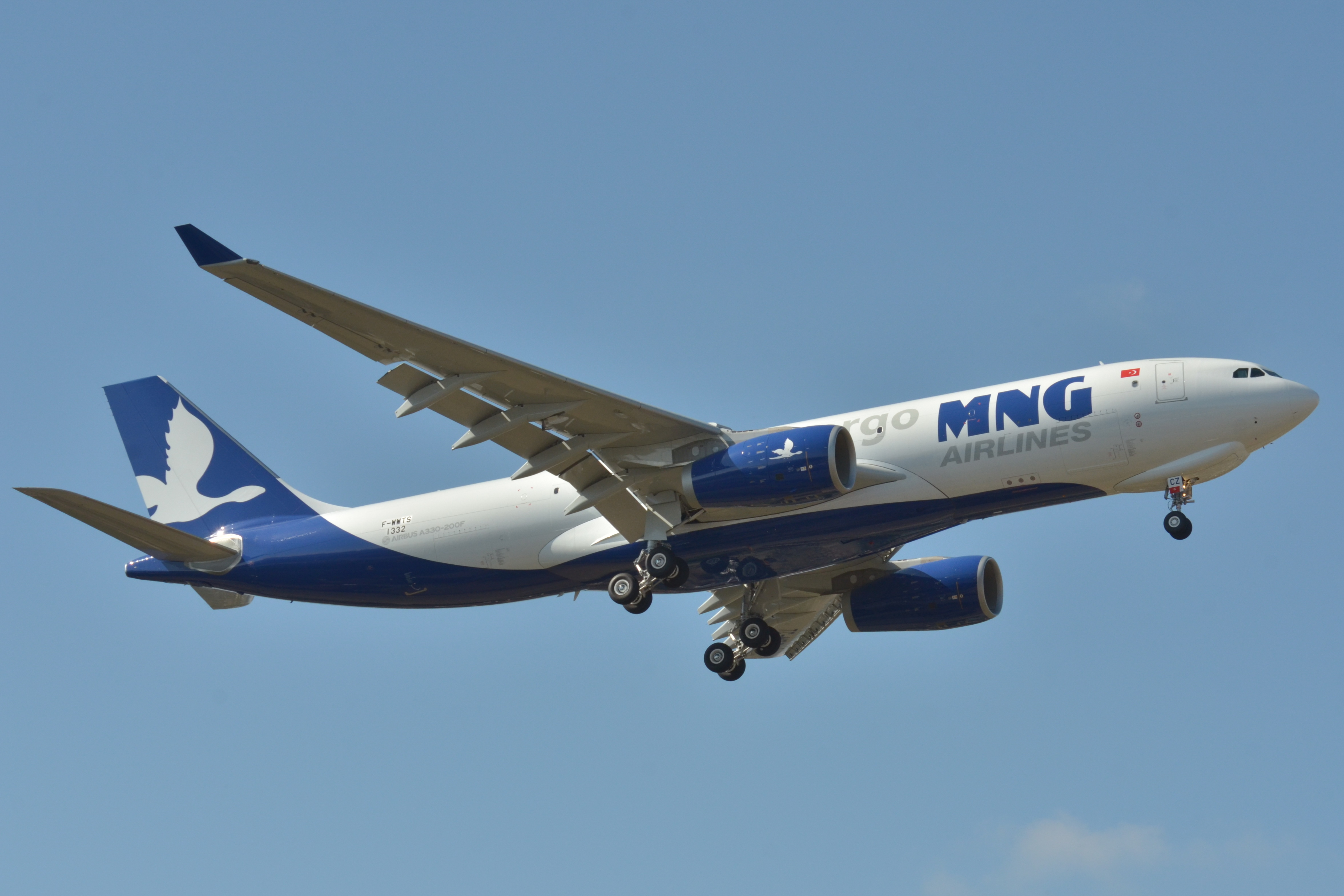
MNG航空の エアバスA330-200F

### アフリカ
- リビア
  - トリポリ – ミティガ国際空港
- チュニジア
  - チュニス - チュニス・カルタゴ国際空港
- アルジェリア
  - アルジェ - ウアリ・ブーメディアン空港
  - オラン - オラン・エス・セニア空港

### アジア
- バーレーン
  - マナーマ – バーレーン国際空港
- イラン
  - テヘラン – エマーム・ホメイニー国際空港
- イラク
  - バグダード - バグダード国際空港
- イスラエル
  - テルアビブ – ベン・グリオン国際空港
- パキスタン
  - カラチ - ジンナー国際空港
  - ラホール - アッラーマ・イクバール国際空港
- カタール
  - ドーハ - ハマド国際空港
- アラブ首長国連邦
  - アブダビ - アブダビ国際空港
  - ドバイ - アール・マクトゥーム国際空港

### ヨーロッパ
- クロアチア
  - ザグレブ – ザグレブ国際空港
- フランス
  - パリ – パリ＝シャルル・ド・ゴール空港
- ドイツ
  - ケルン – ケルン・ボン空港
  - ライプツィヒ – ライプツィヒ・ハレ空港
  - ミュンヘン – ミュンヘン空港
- オランダ
  - アムステルダム – アムステルダム・スキポール空港
- トルコ
  - イスタンブール – アタテュルク国際空港 (ハブ)
- イギリス
  - ロンドン – ロンドン・ルートン空港

## カルロス・ゴーンの逃亡幇助
日本の大手自動車メーカー、日産自動車の前会長、カルロス・ゴーンの逃亡の幇助に、MNG航空のパイロットら7人が協力した。
このため、7人全員がトルコで逮捕され、7人のうち幹部1人とパイロット2人に禁固4年2か月の有罪判決が言い渡された。ほかの4人は無罪や公訴棄却となった。しかしその後、上級審で審理が差し戻され、全員が無罪を言い渡された。
詳細は「カルロス・ゴーン事件」を参照。